# تفجيرا بيروت 2015
تفجيرا بيروت 2015 هما تفجيران انتحاريان وقعا يوم 12 نوفمبر 2015، في محلة برج البراجنة المكتظة شعبياً داخل الضاحية الجنوبية، والتي تعتبر عمقاً أمنياً لحزب الله، وهي ذات غالبية شيعية وتحتوي على المؤيدين لنصر الله. وأعلن تنظيم الدولة الإسلامية مسؤوليته وتبنيه للتفجير. وقامت الحكومة اللبنانية بإعلان الحداد الوطني يوم الجمعة المصادف 13 نوفمبر 2015 على ضحايا الفاجعة.

## تفاصيل الحادث
دخل انتحاريان إلى الشارع الرئيسي في محلة برج البراجنة المعروفة بالسوق الشعبي المكتظ على مدار الساعة سيراً على الأقدام. وقام الانتحاري الأول بتفجير نفسه أمام متجر لبيع الملابس، ليدخل الانتحاري الثاني وبعد فترة زمنية قدرها 7 دقائق من دخول الأول ويفجر نفسه، مما أدى إلى وقوع عدد كبير من القتلى والجرحى في صفوف المدنيين.

## الضحايا
تشير الاحصائيات إلى أن 41 قتيلاً على الأقل كان من بينهم اثنين من موظفي الجامعة الأمريكية في بيروت على الرغم عن عدم إعلان أي تفاصيل أخرى. وقتل في الهجوم الحاج حسين ياري أبو مرتضى أحد كبار المسؤولين في حزب الله.

## المنفذ
تبنى تنظيم الدولة الإسلامية العملية. في 15 نوفمبر، أعلن وزير الداخلية نهاد المشنوق اعتقال الشبكة المسؤولة عن التفجيرين مصرحًا بأنها تضم سبعة سوريين ولبنانيين اثنين.

## ردود الفعل

### المحلية
- أدان زعيم تيار المستقبل سعد الدين الحريري التفجيرين، وقال إن استهداف المدنيين عمل دنيء وغير مبرر لا تخفف وطأته أي ادعاءات. واعتبر أن «قتل الأبرياء جريمة بكل المعايير من برج البراجنة إلى كل مكان».[10]
- دعا رئيس اللقاء الديمقراطي النيابي اللبناني وليد جنبلاط إلى رص الصفوف والترفع عن الخلافات السياسية لقطع الطريق على عودة التفجيرات.[10]
- أدان رئيس الوزراء اللبناني السابق نجيب ميقاتي التفجيرين، داعيا جميع اللبنانيين إلى اليقظة والوحدة.[10]

### منظمات دولية
- الأمم المتحدة: دعا الأمين العام بان كي مون في لبنان «عدم السماح هذا العمل الحقير بتدمير الهدوء النسبي الذي ساد في البلاد على مدى العام الماضي».[11][12][13]

### دولية
- إيران – دانت وزارة الخارجية الإيراني الاعتداءات وقدمت تعازيها لحكومة وشعب لبنان.[14]
- إيطاليا – أعرب وزير الخارجية باولو جينتيولوني عن دعم إيطاليا للبنان في مواجهة «العمل الإرهابي البشع».[15]
- جمهورية التشيك – أدانت وزارة الخارجية الهجوم، وعبرت عن تعازيها لأهالي الضحايا.[16]
- السعودية – استنكرت وزارة الخارجية السعودية العملية الارهابية.[17][18]
- العراق – بعث رئيس جمهورية العراق فؤاد معصوم برقية إلى رئيس حكومة لبنان وقال «تلقينا بألم نبأ استشهاد واصابة عدد مهم من المواطنين الأبرياء من أبناء الشعب اللبناني الشقيق جراء التفجيرات الإرهابية التي وقعت مساء أمس الخميس في الضاحية الجنوبية من العاصمة اللبنانية بيروت».[19] وقام رئيس الوزراء العراقي حيدر العبادي ببعث برقية إلى رئيس مجلس النواب ورئيس الوزراء اللبناني وقال «العبادي قدم باسمه وباسم الشعب العراقي تعازيه إلى الشعب اللبناني الشقيق والحكومة اللبنانية باستشهاد وجرح عدد من المواطنين اللبنانيين»[20]
- الكويت – وزارة الخارجية الكويت قالت في بيان "ندين بشدة التفجيرات الإرهابية في بيروت". صرح مصدر مسؤول لم يذكر اسمه في زارة وكالة الأنباء الكويتية أن الكويت "تندد الهجمات بالمفخخات وتقف إلى جانب البلد الشقيق لبنان ويدعم جميع التدابير ما يلزم للحفاظ على أمنها واستقرارها.[21]
- روسيا – عزا الرئيس الروسي فلاديمير بوتين ضحايا التفجير وأعلن عن مساندة لبنان في مكافحة الإرهاب.[22]
- فرنسا – دانت وزارة الخارجية الفرنسية الهجوم وأصدرت بيان قالت فيه أن «فرنسا تقف مع الشعب اللبناني والسلطات في مكافحتها للإرهاب».[23]
- قطر – وزارة الخارجية القطرية في بيان لها «هذه الأعمال الإجرامية تتنافى مع كل القيم الإنسانية، وهدفها جر المنطقة إلى حالة من الفوضى وعدم الاستقرار، ودعت جميع الزعماء السياسيين اللبنانيين لحماية لبنان وشعبها من عواقب هذا العمل الإجرامي الذي يهدف إلى إشعال الفتنة وجر لبنان إلى دائرة الفوضى والعنف».[24]
- مصر – دانت وزارة الخارجية المصرية التفجيرين الدان حصلان في بيروت في الضاحية الجنوبية في برج البراجنة وتدعي انها تقف مع دولة لبنان حكومتاً وشعباً في هذا الظرف الصعب الذي تسعى قوة الإرهاب والتطرف لزعزعة أمن لبنان. وكما ان دان الازهر التفجير في بيروت [25][26][27][28]